# Vancouver Whitecaps FC
A Vancouver Whitecaps egy kanadai labdarúgócsapat, amelynek székhelye Vancouver városában található. A klubot 2009. március 18-án alapították és az észak-amerikai első osztályban, a Major League Soccer-ben szerepel. Hazai mérkőzéseit 22 120 néző befogadására alkalmas BC Place Stadionban játssza.

## Sikerlista
- Kanadai Kupa
  - Győztes (4): 2015, 2022, 2023, 2024
  - Döntős (7): 2009, 2010, 2011, 2012, 2013, 2016, 2018

## Játékoskeret
2023. április 25. szerint.
| #  |     | Poszt | Név                 |
| -- | --- | ----- | ------------------- |
| 1  | CAN | K     | Thomas Hasal        |
| 2  | URU | V     | Mathías Laborda     |
| 4  | SRB | V     | Ranko Veselinović   |
| 6  | USA | V     | Tristan Blackmon    |
| 7  | COL | CS    | Déiber Caicedo      |
| 8  | AUT | KP    | Alessandro Schöpf   |
| 9  | VEN | CS    | Sergio Córdova      |
| 12 | CAN | V     | Karifa Yao          |
| 14 | POR | V     | Luís Martins        |
| 16 | USA | KP    | Sebastian Berhalter |
| 18 | JPN | K     | Takaoka Jóhei       |
| 19 | USA | V     | Julian Gressel      |
| 20 | PAR | KP    | Andrés Cubas        |

| #  |     | Poszt | Név               |
| -- | --- | ----- | ----------------- |
| 22 | CAN | V     | Ali Ahmed         |
| 23 | JAM | V     | Javain Brown      |
| 24 | USA | CS    | Brian White       |
| 25 | SCO | KP    | Ryan Gauld        |
| 26 | CMR | KP    | J.C. Ngando       |
| 27 | CAN | KP    | Ryan Raposo       |
| 29 | USA | CS    | Simon Becher      |
| 30 | CAN | CS    | Kamron Habibullah |
| 31 | CAN | KP    | Russell Teibert   |
| 45 | ECU | KP    | Pedro Vite        |
| 60 | CAN | K     | Isaac Boehmer     |
| 61 | CAN | V     | Matteo Campagna   |

## Vezetőedzők
| Név                         | Évek                                      |
| --------------------------- | ----------------------------------------- |
| Teitur Thordarson           | 2010. szeptember 1. – 2011. május 30.     |
| Tom Soehn (megbízott)       | 2011. május 30. – 2011. október 25.       |
| Martin Rennie               | 2011. október 26. – 2013. október 29.     |
| Carl Robinson               | 2013. december 16. – 2018. szeptember 25. |
| Craig Dalrymple (megbízott) | 2018. szeptember 25. – 2018. november 7.  |
| Marc Dos Santos             | 2018. november 7. – 2021. augusztus 27.   |
| Vanni Sartini (megbízott)   | 2021. augusztus 27. – 2021. november 30.  |
| Vanni Sartini               | 2021. november 30. – jelenleg is          |

## Külső hivatkozások
- Hivatalos weboldal